# Explosion de Mihăilești
Une explosion s'est produite le 24 mai 2004 dans le village de Mihăilești, județ de Buzău (Roumanie). Un camion chargé de produits fertilisants contenant du nitrate d'ammonium se renverse, prend feu puis explose une heure plus tard, tuant au moins 18 personnes et en blessant 13 autres.  

## Chronologie
À 4 h 57, heure locale, un camion chargé de 20 tonnes de nitrate d'ammonium en sacs de 50 kg se renverse sur la route européenne 85 reliant Bucarest à la Moldavie. Peu de temps après l'accident, le camion prend feu et le conducteur appelle immédiatement un numéro d'urgence. Deux camions de pompiers arrivent sur les lieux vingt minutes plus tard et commencent à éteindre le feu. Les pompiers ne savaient alors pas ce que le camion contenait. Une équipe de télévision arrive également et entame le tournage d'un programme d'actualité. Des villageois curieux se rassemblent également autour du site de l'accident. 
À 5 h 47, une petite explosion a lieu dans la cabine du camion. Elle est suivie deux minutes plus tard d'une explosion bien plus importante. Celle-ci tue sept pompiers, l'équipe de télévision (Ionuţ Barbu et Elena Popescu d'Antena 1), plusieurs villageois et le chauffeur du camion. Au total, 18 personnes meurent et 13 autres sont blessées. 
Sur les 18 tués, deux personnes (le chauffeur du camion et l'un des pompiers) ont dû être identifiées au moyen de tests ADN. L'explosion laisse derrière elle un cratère de près de sept mètres de profondeur et disperse des restes humains et des débris dans un rayon de plusieurs centaines de mètres. Les dommages matériels causés sont évalués à environ 70 000 euros. 

## Enquête
À la suite de cet événement, les règles de sécurité pour le transport des substances chimiques ont été améliorées et le nitrate d'ammonium a été classé comme composé chimique dangereux. Le directeur de l'usine de Doljchim, qui produisait le nitrate d'ammonium, et les dirigeants des deux sociétés impliquées dans le transport de cette substance sans avoir mis en place de mesures de sécurité sont accusées d'homicide par négligence et de destructions de biens. Ils sont tous les trois reconnus coupables et condamnés à 4 ans de prison ainsi qu'au versement d'indemnités aux familles des victimes. 

## Postérité
Trois ans après les événements, en 2007, un monument est érigé à Mihăilești à la mémoire des victimes.